# Rennellia amoena
Rennellia amoena är en måreväxtart som först beskrevs av Cornelis Eliza Bertus Bremekamp, och fick sitt nu gällande namn av Jan Thomas Johansson. Rennellia amoena ingår i släktet Rennellia och familjen måreväxter. Inga underarter finns listade i Catalogue of Life.